# كافور (مركب كيميائي)
الكامبفور أو الكافور (باللاتينية: Camphora) هو مادة شمعية بيضاء أو شفافة صلبة، ذو رائحة عطرية قوية. وصيغته الكيميائية هي (C10H16O).

## لمحة تاريخية
الكافور مادة صلبة توجد على هيئة صفائح بيضاء بلورية أو على هيئة كتل مربعة الشكل متلاصقة بيضاء وسهل التبخر أو التطاير حتى عند درجة حرارة الغرفة العادية. يذوب في الماء بصعوبة بنسبة ما بين 1جرام في 700ملي ماء ويذوب في الكحول بنسبة 1في 1ملي من الكحول وفي الكلورفورم بنسبة 1في , 025وملي كلورفورم وفي الايثر بنسبة 1في 1ملي. ينصهر الكافور عند درجة حرارة ما بين 174- 181م وزنه الجزئي , 1522.وصيغته الكيميائية C10H16O
وللكافور عدة مرادفات من الأسماء مثل الكانفور (ALCANFOR) و2 كامفانون (CAMPHANONE2) وكامفر درويت (CAMPHR DROIT) وكافورا ليابان (CAMPHRE DUJAPAN) وكانفورا (CANFORA) وزهر الكافور (Flowers of Camphor).
ويجب عدم استخدام زيت الكافور قطعياً داخلياً نظراً لاحتوائه على مادة السافرول التي تسبب التسرطن. كما يجب عدم استخدام الكافور النقي من قبل المرأة الحامل وكذلك الطفل الذي يقل عمره عن سنتين بأي حال من الأحوال.

## الإنتاج

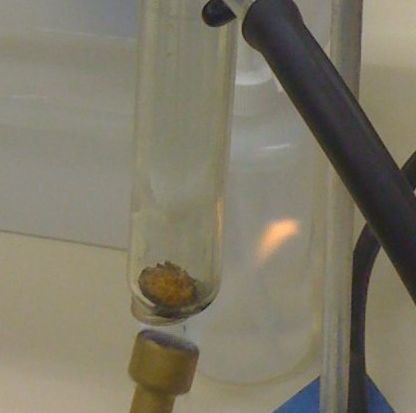
A sample of sublimed camphor

يستحصل على الكافور من شجرة الكافور CAMPHOR TREE المعروفة علمياً باسم Cinnamomum camphora من الفصيلة الغارية (Lauraceae).

## الاستعمالات

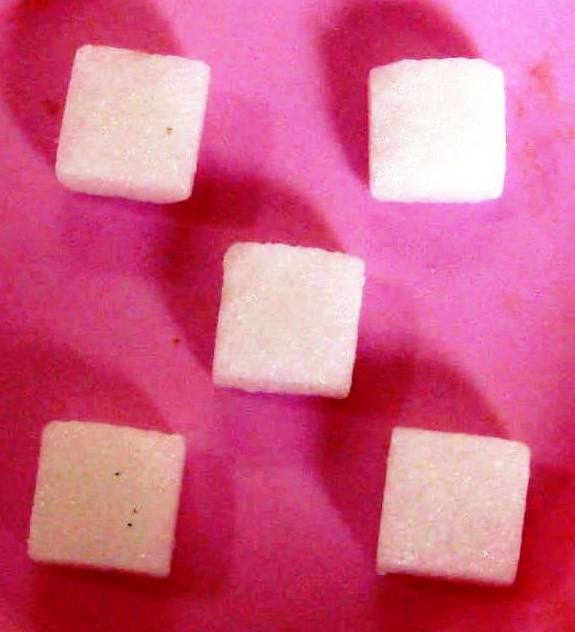
مكعبات الكامفور

تعتمد استخدامات الكافور في الطب الحديث فيما إذا كان زيت الكافور الذي يحتوي على مركب الكافور هو المستخدم أم أن المركب النقي هو المستخدم حيث إن زيت نبات الكافور يحتوي على مركبات عديدة من أهمها الكافور (camphor) والسافرول (safrol) واليوجينول (Eugenol) والتربينول (Terpeniol) والسينيول (Cineole) واللجنانز (Lignans).
وقد صرحت السلطات الألمانية الصحية باستخدام الكافور النقي لعلاج الأمراض التالية: الكحة والتهاب الشعب الهوائية والربو حيث يؤخذ بجرعات لا تزيد على ما بين ,06, 13جرام ثلاث مرات في اليوم تؤخذ كما هي أو في مزيج مصنع يتواجد في الأسواق. ويمكن وضع الكافور الصلب النقي في وعاء به ماء يغلي ثم يزاح من على النار ويشم البخار المتصاعد بمعدل ثلاث مرات في اليوم وتكون مدة شم البخار المشبع باالكافور حوالي 10دقائق.
كما يمكن دهان الصدر بمرهم يحتوي على الكافور. يستخدم الكافور ضد عدم توازن الجملة العصبية للقلب ويستخدم بنفس الطريقة السابقة. كما يستخدم في عدم انتظام وتناسق دقات القلب. يستخدم الكافور على هيئة مرهم أو مستحلب للتخفيف من آلام الروماتيزم وذلك عن طريق دهن الجزء المصاب ثلاث مرات يومياً.
يستخدم الكافور ضد هبوط ضغط الدم اما عن طريق الفم أو الاستنشاق.
يستخدم الكافور ضد آلام الظهر وخاصة آلام الفقرات القطينة حيث تدهن المناطق المصابة بمرهم يحتوي على الكافور.

## علم السموم
تعتمد استخدامات الكافور في الطب الحديث فيما إذا كان زيت الكافور الذي يحتوي على مركب الكافور هو المستخدم أم أن المركب النقي هو المستخدم حيث إن زيت نبات الكافور يحتوي على مركبات عديدة من أهمها الكافور (camphor) والسافرول (safrol) واليوجينول (Eugenol) والتربينول (Terpeniol) والسينيول (Cineole) واللجنانز (Lignans).
وقد صرحت السلطات الألمانية الصحية باستخدام الكافور النقي لعلاج الأمراض التالية: الكحة والتهاب الشعب الهوائية والربو حيث يؤخذ بجرعات لا تزيد على ما بين ,06, 13جرام ثلاث مرات في اليوم تؤخذ كما هي أو في مزيج مصنع يتواجد في الأسواق. ويمكن وضع الكافور الصلب النقي في وعاء به ماء يغلي ثم يزاح من على النار ويشم البخار المتصاعد بمعدل ثلاث مرات في اليوم وتكون مدة شم البخار المشبع باالكافور حوالي 10دقائق.
كما يمكن دهان الصدر بمرهم يحتوي على الكافور. يستخدم الكافور ضد عدم توازن الجملة العصبية للقلب ويستخدم بنفس الطريقة السابقة. كما يستخدم في عدم انتظام وتناسق دقات القلب. يستخدم الكافور على هيئة مرهم أو مستحلب للتخفيف من آلام الروماتيزم وذلك عن طريق دهن الجزء المصاب ثلاث مرات يومياً.
يستخدم الكافور ضد هبوط ضغط الدم اما عن طريق الفم أو الاستنشاق.
يستخدم الكافور ضد آلام الظهر وخاصة آلام الفقرات القطينة حيث تدهن المناطق المصابة بمرهم يحتوي على الكافور.
ما الجرعات اليومية الآمنة من الكافور والجرعات غير الأمنة؟
الجرعات اليومية الآمنة من الكافور هي ما بين 2- 4 و1جرامات موزعة على ثلاث جرعات في اليوم الواحد.
أما فيما يتعلق بالاستعمالات الخارجية فان الجرعة اليومية يمكن أن تكون ما بين ,5-, 19جرامات حيث تكون اما في مرهم أو كريم أو هلام.
اما عن الجرعات غير الآمنة أو الخطيرة فيجب أن لا تصل الجرعة إلى 6جرامات حيث أن هذه الجرعة قاتلة وذلك بالنسبة للاستعمال الداخلي و1جرام قاتلة للطفل تحت سن الثانية. اما في الاستعمال الخارجي فيجب أن لا تزيد كمية الكافور على 20جراماً حيث انها تعتبر جرعة مميتة.
ويجب عدم استخدام زيت الكافور قطعياً داخلياً نظراً لاحتوائه على مادة السافرول التي تسبب التسرطن. كما يجب عدم استخدام الكافور النقي من قبل المرأة الحامل وكذلك الطفل الذي يقل عمره عن سنتين بأي حال من الأحوال.
هناك بعض السيدات يستنشقن الكافور ويضعنه بين ملابسهن وبين الفرش فما هو ضرر أو فائدة ذلك؟
إذا استنشق الكافور للتمتع برائحته أو للعلاج فلا خوف من ذلك ،ولكن يجب أن لا يبالغ في ذلك لأن للكافور جرعات محددة فإذا زاد الاستنشاق وتعدى الجرعات الآمنة فانه قد يحدث التسمم ، أما فيما يتعلق بوضع بلورات من الكافور بين الملابس والفراش فلا خوف من ذلك وهو مادة مطهرة وقاتل لبعض أنواع الحشرات وبعض أنواع البكتيريا. وأود أن أوضح أن الكافور مطهر جيد فهو يضاف إلى مستحضرات التجميل من أجل تطهير الجلد. كما يستخدم روح الكافور كمطهر إذا عمل بمزيج مكون من 10أجزاء من الكافور مع سبعين جزءاً من الكحول وعشرين جزءاً من الماء.

## وصلات خارجية
- Camphor Evidence-based Monograph from Natural Medicines Comprehensive Database
- INCHEM at IPCS (International Programme on Chemical Safety)